# Salomon Volkart
Salomon Volkart (* 21. Mai 1816 in Niederglatt; † 24. Dezember 1893 in Winterthur) war ein Schweizer Unternehmer. Zusammen mit seinem Bruder Johann Georg Volkart gründete er 1851 das Handelsunternehmen Gebrüder Volkart. Salomon Volkart war auch Mitbegründer der Bank in Winterthur (einer Vorgängerin der heutigen UBS) und der Schweizerischen Unfallversicherungsanstalt, die sich später in «Winterthur Versicherungen» umbenannte. Zudem machte er sich als Förderer von Kunst und Wissenschaft einen Namen und engagierte sich für wohltätige Zwecke.

## Leben
Salomon Volkart wuchs in einer ländlichen bürgerlichen Familie auf. Sein Vater Johannes Volkart (1783–1853) war Baumeister, Quartierhauptmann und Mitglied des Grossen Rates. Volkart besuchte das Handelsinstitut der Gebrüder Hüni in Horgen und trat bereits als Sechzehnjähriger in die Firma Caspar Schulthess von Rech ein. Im Alter von 20 Jahren verliess er die Schweiz in Richtung Italien, wo er zunächst in Genua und später in Neapel arbeitete. 1844/45 reiste Volkart nach Indien, wo sein jüngerer Bruder Johann Georg in Kalkutta als Baumwolleinkäufer tätig war. Anschliessend bereiste er für eine Stoffdruckerei ganz Europa.
Am 1. Februar 1851 gründete Salomon Volkart zusammen mit Johann Georg die Kollektivgesellschaft Gebrüder Volkart mit Sitz in Winterthur und Bombay. Das Handelsunternehmen importierte Baumwolle, Tee, Öle, Kaffee, Kakao, Gewürze, Kautschuk und andere Rohstoffe aus Indien und exportierte dafür Seife, Papier, Streichhölzer, Uhren, Textilien, Maschinen und andere industrielle Güter in den Subkontinent. Das Geschäft war erfolgreich, und so wurden Niederlassungen in Colombo (1857), Cochin (1859) und Karatschi (1861) gegründet. In Winterthur leistete sich das Familienunternehmen ab 1859 die Villa Wehntal an der Römerstrasse als repräsentativen Firmen- und Wohnsitz.
Sein Schwiegersohn war der Industrielle und Politiker Othmar Blumer.
Die Nichten von Salomon Volkart Nanny Wunderly-Volkart (1878–1962) – eine langjährige Gönnerin und enge Vertraute von Rainer Maria Rilke – sowie die Schriftstellerin Elisabeth Aman und Marguerite Bühler (1897–1987) – eine begeisterte Biogärtnerin und Aquarellistin – wuchsen in der Villa Wehntal auf.
Als Johann Georg Volkart 1861 unerwartet verstarb, musste Salomon Volkart die Geschäfte mit familienfremden Partnern weiterführen. In diese Zeit fällt die Gründung einer Tochtergesellschaft in London (1868). Bedingt durch politische und wirtschaftliche Schwierigkeiten, häufige Wechsel im Kader seines Unternehmens sowie seine angeschlagene Gesundheit zog sich Salomon Volkart 1875 aus der aktiven Geschäftstätigkeit zurück und wirkte bis zu seinem Tod 1893 nur noch als stiller Teilhaber.